# Lotus stenodon
Lotus stenodon là một loài thực vật có hoa trong họ Đậu. Loài này được (Boiss. & Heldr.) Heldr. miêu tả khoa học đầu tiên.